# Eupithecia parallelaria
Eupithecia parallelaria är en fjärilsart som beskrevs av Bohatsch 1893. Eupithecia parallelaria ingår i släktet Eupithecia och familjen mätare. Inga underarter finns listade i Catalogue of Life.